# Trichiinae
Trichiinae là một phân họ bọ cánh cứng trong họ Scarabaeidae, nhưng đôi khi chúng được xếp là tông Trichiini trong phân họ Cetoniidae.

## Hình ảnh

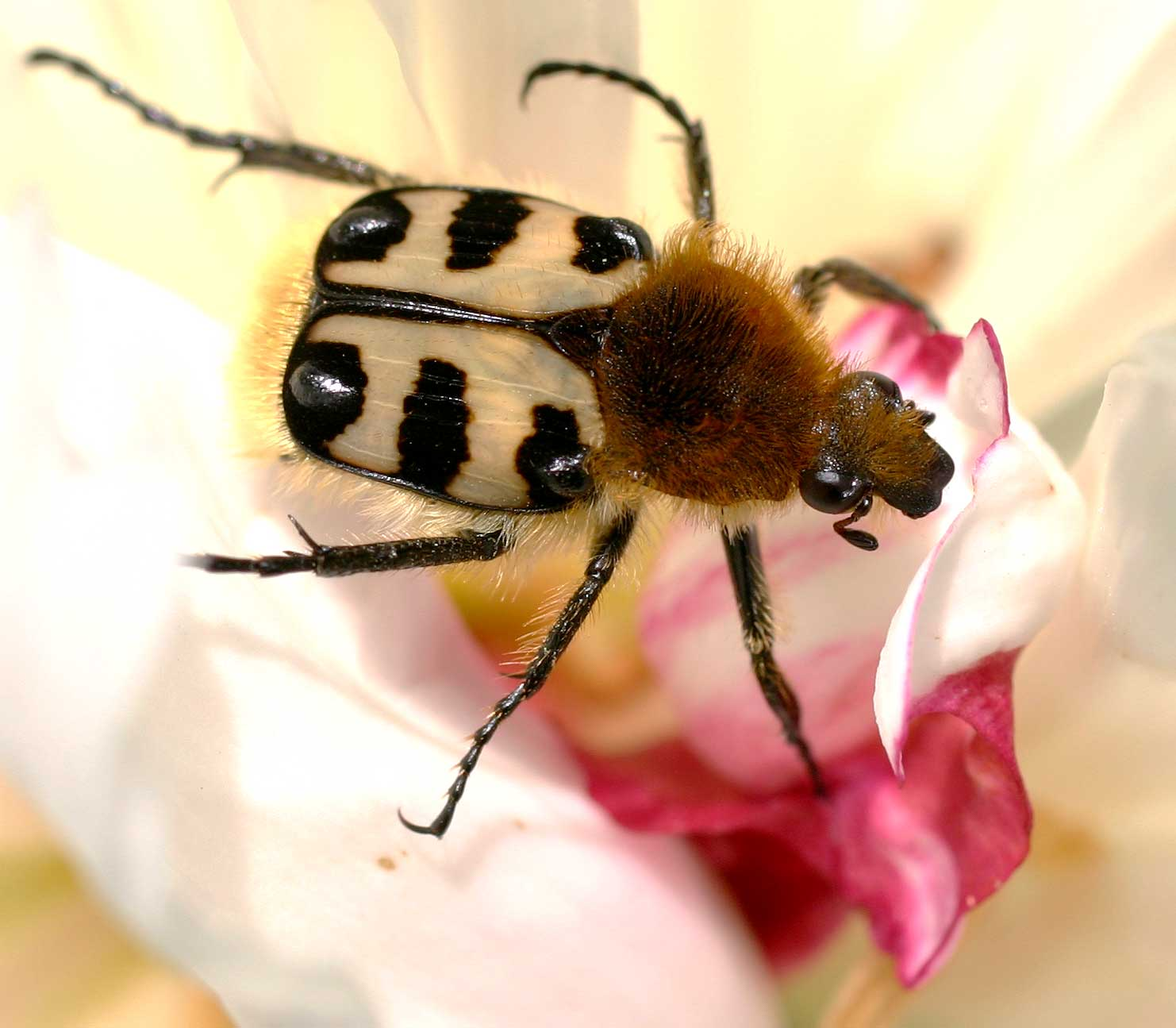
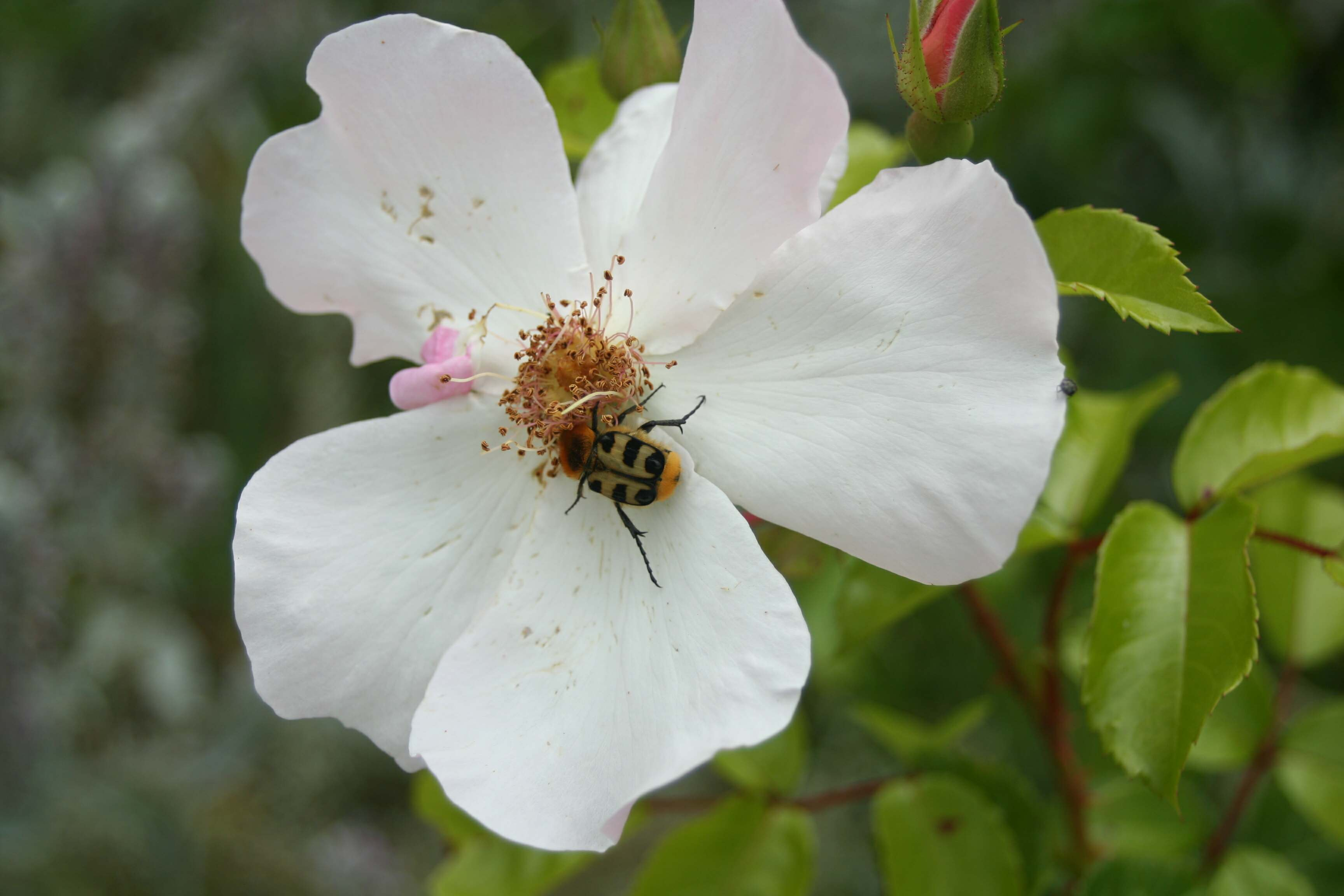
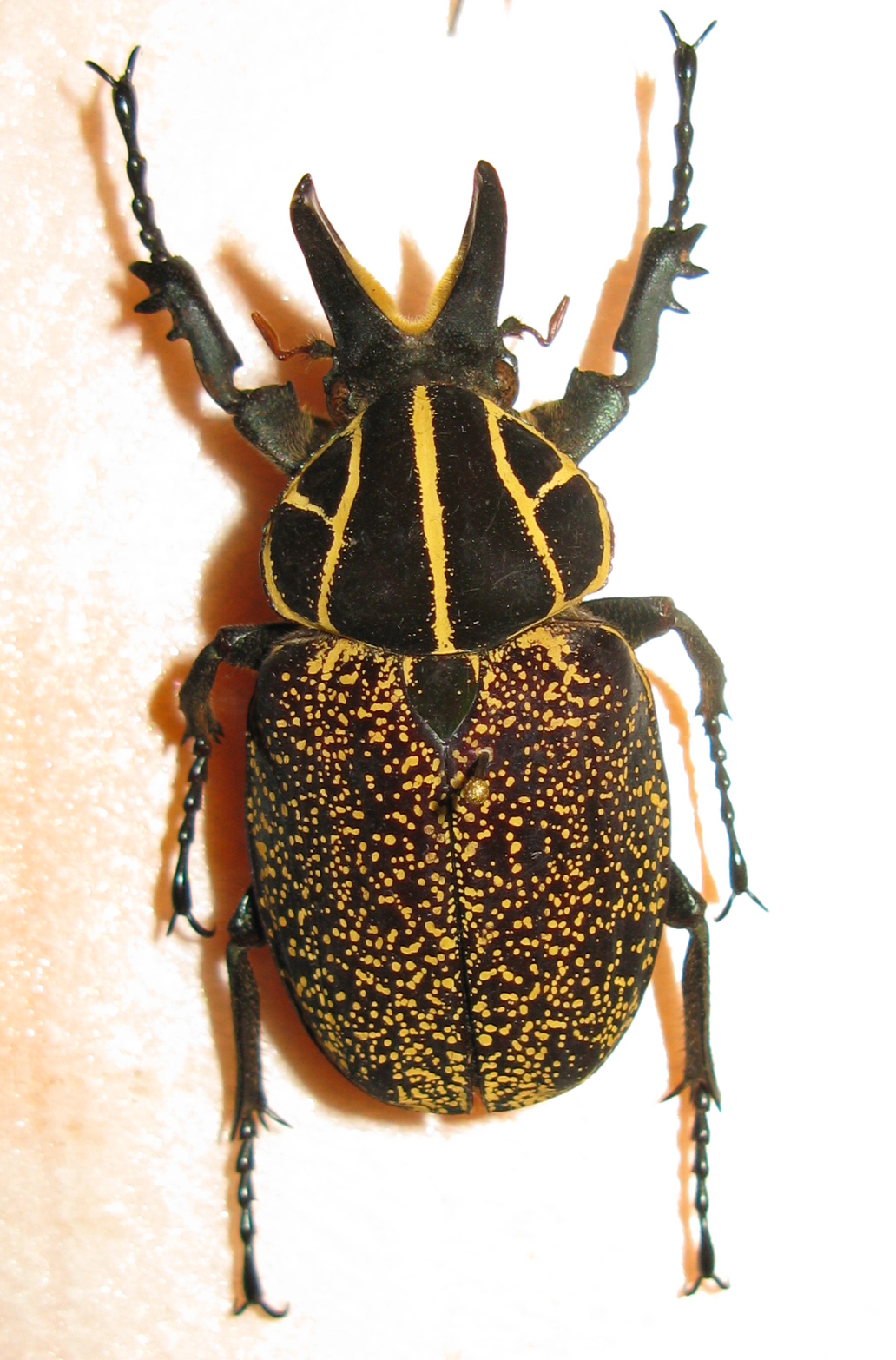

## Phân loại
- Dialithus Parry, 1849
- Epitrichius
- Giesbertiolus Howden, 1988
- Gnorimella
- Gnorimus Le Peletier & Serville, 1828
  - Gnorimus nobilis –
- Inca
- Lasiotrichius
- Osmoderma
- Paratrichius
- Platygeniops Krikken, 1978
- Trichiotinus

  - Trichiotinus piger –
- Trichius – bee beetles
- Trigonopeltastes